# O Sinal da Cruz
The Sign of the Cross (bra/prt: O Sinal da Cruz) é um filme épico estadunidense de 1932, do gênero drama histórico, dirigido por Cecil B. DeMille, e estrelado por Fredric March, Elissa Landi, Claudette Colbert e Charles Laughton. O roteiro de Waldemar Young e Sidney Buchman foi baseado na peça teatral homônima de 1895, de Wilson Barrett.
Tanto a peça quanto o filme têm uma forte semelhança com o romance "Quo Vadis" (1895–96) e, como o romance, acontecem na Roma Antiga durante o reinado de Nero. É o terceiro e último filme da trilogia bíblica de DeMille, seguindo "Os Dez Mandamentos" (1923) e "The King of Kings" (1927).
Produzido em data anterior ao Código de Produção, que instituiu a censura em produções cinematográficas em 1934, o filme é pródigo em erotismo e sadismo mesclados com religião, uma marca registrada de DeMille. Por ocasião de seu relançamento, em 1944, essas cenas foram cortadas e um prólogo de nove minutos com soldados em aviões de combate durante a Segunda Guerra Mundial foi adicionado.

## Sinopse
Depois de incendiar Roma, o imperador Nero (Charles Laughton) culpa os cristãos e decide enviá-los todos para a morte. O prefeito da cidade, Marcus Superbus (Fredric March), conhece a virgem Mércia (Elissa Landi), cujo padrasto foi preso por disseminar o cristianismo. Ele se apaixona por ela, mas é rejeitado, o que o leva a humilhá-la, fazendo-a viver com Ancaria (Joyzelle Joyner). A cruel imperatriz Popeia (Claudette Colbert), esposa de Nero, deseja Marcus e condena Mércia a morrer na arena, juntamente com os outros cristãos, o que faz Marcus tentar fazer com que ela renuncie à sua fé.

## Elenco
- Fredric March como Marcus Superbus, prefeito de Roma
- Elissa Landi como Mércia
- Claudette Colbert como Imperatriz Popeia
- Charles Laughton como Imperador Nero
- Ian Keith como Tigelino
- Arthur Hohl como Tito
- Harry Beresford como Favius Fontellus
- Tommy Conlon como Stephan
- Ferdinand Gottschalk como Glabrião
- Vivian Tobin como Dacia
- William V. Mong como Licínio
- Joyzelle Joyner como Ancaria
- Richard Alexander como Viturius
- Nat Pendleton como Estrabo
- Clarence Burton como Servillius
- Harold Healy como Tybul
- Robert Manning como Filodemo
- Charles B. Middleton como Tyros

Não-creditados
- Mischa Auer como Cristão Preso
- Lionel Belmore como Bettor

## Produção

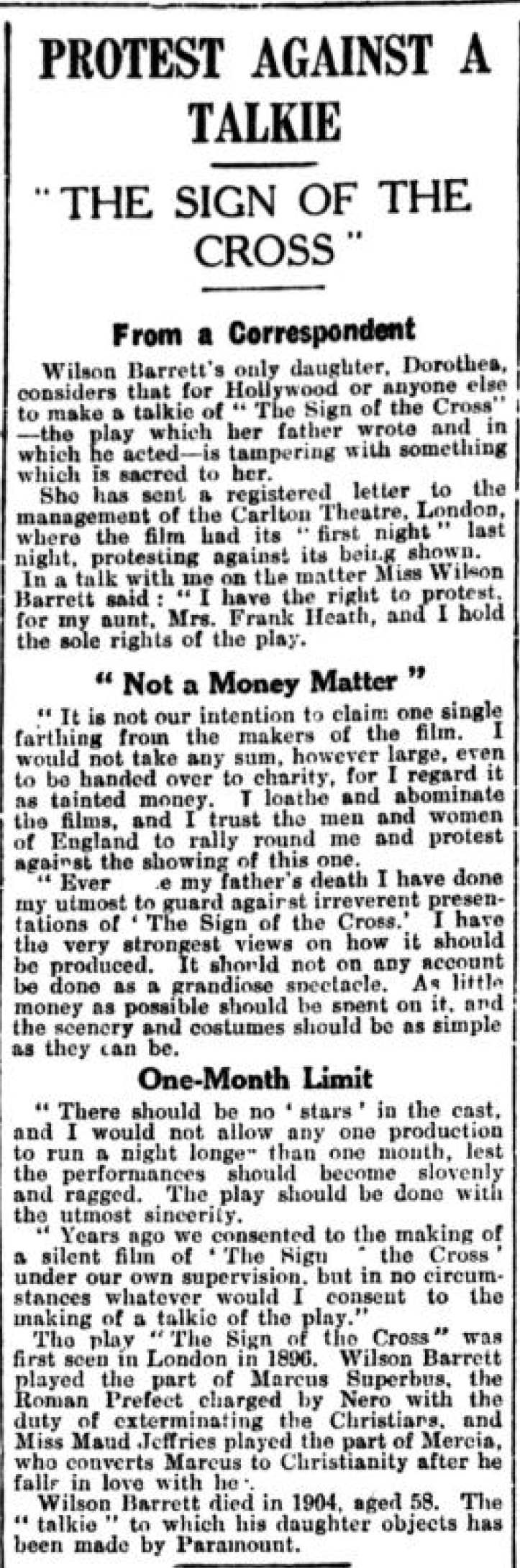
The Citizen, 31 de janeiro de 1933.

Feito dentro do prazo – de oito semanas – e sem ultrapassar seu orçamento, o filme marcou a volta de DeMille para a Paramount.
Uma das sequências mais célebres do filme, a do banho da imperatriz Popeia, foi feita com leite de verdade – leite de vaca em pó – e demorou para ser filmada. Depois de alguns dias sob as luzes quentes, o leite azedou, tornando muito desagradável para Colbert trabalhar com o fedor.
Para economizar despesas de produção durante a Grande Depressão, cenários já existentes foram reutilizados, bem como os figurinos que sobraram da produção de "Os Dez Mandamentos" (1923). DeMille também tentou fornecer empregos para atores desempregados como figurantes.

## Marketing e distribuição
A Paramount Pictures comercializou o filme utilizando segmentação de mercado, concentrando seus esforços de promoção em três segmentos. O primeiro era espectadores em geral e entusiastas de cinema que gostavam de determinadas características de filmes com temas religiosos, o segundo era espectadores que frequentavam regularmente a igreja, e o terceiro era alunos do ensino fundamental.

## Relançamento
Tal como aconteceu com muitos outros filmes pre-Code que foram relançados depois que o Código de Produção foi estritamente aplicado em 1934, a produção acabou sendo censurada. Na versão original, Marcus Superbus não consegue seduzir Mércia, uma inocente garota cristã. Então, ele pede para que Ancaria realize a erótica "Dança da Lua Nua", na tentativa de desvirtuar a mulher. A dança foi cortada da reedição do filme de 1938, mas foi restaurada pela MCA/Universal para seu lançamento doméstico em 1993. Algumas cenas de combate de gladiadores também foram cortadas na reedição, assim como as sequências de arena envolvendo mulheres nuas sendo atacadas por crocodilos e um gorila. Essas também foram restauradas em 1993.
O próprio DeMille supervisionou uma nova versão do filme para seu relançamento em 1944. Novas filmagens que retrataram a Segunda Guerra Mundial e apresentaram o ator Stanley Ridges (que não apareceu originalmente no filme) foram adicionadas para tornar a produção mais atual. No novo prólogo, um grupo de aviões é visto sobrevoando o que era a Roma Antiga. A conversa dos soldados em um dos aviões leva diretamente à cena de abertura original do filme. Os últimos segundos da versão reeditada mostraram os aviões voando para longe em vez de simplesmente desaparecerem, como na cena original de encerramento.
Por muitos anos, a produção reeditada era a única disponível. A versão agora exibida no TCM foi restaurada para a duração original de 125 minutos pelo Arquivo de Cinema e Televisão da UCLA, com a ajuda do espólio DeMille e da Universal Television, que agora possui a maioria dos filmes sonoros da Paramount anteriores a 1950.

## Legião Nacional da Decência
A reação da Igreja Católica nos Estados Unidos ao conteúdo deste filme e de "Ann Vickers" ajudou a formar a Legião Nacional da Decência em 1934, uma organização dedicada a identificar e combater conteúdos censuráveis, do ponto de vista da Igreja, em filmes.

## Mídia doméstica
Em 2006, este filme, junto com "Four Frightened People" (1934), "Cleópatra" (1934), "As Cruzadas" (1935) e "Union Pacific" (1939), foi lançado em DVD pela Universal Studios como parte da box set "The Cecil B. DeMille Collection". Uma nova edição em Blu-ray foi lançada pela Kino Lorber em 25 de agosto de 2020.

## Prêmios e homenagens
| Ano  | Cerimônia | Categoria                           | Indicado    | Resultado | Ref.          |
| ---- | --------- | ----------------------------------- | ----------- | --------- | ------------- |
| 1934 | Oscar     | Melhor fotografia em preto e branco | Karl Struss | Indicado  | [ 18 ] [ 19 ] |

O filme foi reconhecido pelo Instituto Americano de Cinema na seguinte lista:
- 2008: 10 Top 10 – Indicado[20]